# Aneflomorpha parvipunctata
Aneflomorpha parvipunctata är en skalbaggsart som beskrevs av Chemsak och Noguera 2005. Aneflomorpha parvipunctata ingår i släktet Aneflomorpha och familjen långhorningar. Inga underarter finns listade i Catalogue of Life.